# Discografia di Tiziano Ferro
La discografia di Tiziano Ferro, cantautore pop/contemporary R&B italiano attivo dal 1997, è costituita da otto album in studio, una raccolta e ottanta singoli, di cui alcuni incisi in qualità di artista ospite. A questi vanno aggiunti anche due DVD e oltre sessanta video musicali.

## Album

### Album in studio
| Anno                                                         | Titolo | Classifiche | Classifiche | Classifiche | Classifiche | Classifiche | Classifiche | Classifiche | Certificazioni                                                                                       | Unità |
| Anno                                                         | Titolo | ITA         | AUT         | BEL (VAL)   | DEU         | FRA         | SPA         | SWI         | Certificazioni                                                                                       | Unità |
| ------------------------------------------------------------ | --- | ----------- | ----------- | ----------- | ----------- | ----------- | ----------- | ----------- | --- | --- |
| 2001                                                         | Rosso relativo Rojo relativo - Pubblicato: 26 ottobre 2001 - Etichetta: EMI - Formati: CD, LP, MC, download digitale                                  | 5           | 7           | 18          | 9           | 25          | 4           | 5           | - ITA: - Platino (3) (pre-FIMI) - Oro (dal 2009) - SPA: Platino - BEL: Oro - FRA: Oro - SWI: Platino | - ITA: - 300 000+ (pre-FIMI) - 30 000+ (dal 2009) - SPA: 100 000+ - BEL: 250 000+ - FRA: 100 000+ - SWI: 40 000+ |
| 2003                                                         | 111 111 ciento once - Pubblicato: 7 novembre 2003 - Etichetta: EMI - Formati: CD, CD+DVD, LP, MC, download digitale                                   | 1           | —           | 48          | 61          | 69          | 6           | 7           | - ITA: - Diamante (pre-FIMI) - Platino (dal 2009) - SPA: Oro - SWI: Oro                              | - ITA: - 500 000+ (pre-FIMI) - 50 000+ (dal 2009) - SPA: 50 000+ - SWI: 20 000+                                  |
| 2006                                                         | Nessuno è solo Nadie está solo - Pubblicato: 23 giugno 2006 - Etichetta: EMI - Formati: CD, CD+DVD, LP, download digitale                             | 1           | 6           | 8           | 44          | 166         | 11          | 1           | - ITA: - Diamante (pre-FIMI) - Platino (dal 2009) - SWI: Platino                                     | - ITA: - 500 000+ (pre-FIMI) - 50 000+ (dal 2009) - SWI: 40 000+                                                 |
| 2008                                                         | Alla mia età A mi edad - Pubblicato: 7 novembre 2008 - Etichetta: EMI - Formati: CD, download digitale                                                | 1           | 40          | 75          | 97          | —           | 11          | 4           | - ITA: - Diamante (pre-FIMI) - Platino (6) (dal 2009) - SPA: Platino - SWI: Platino                  | - ITA: - 300 000+ (pre-FIMI) - 360 000+ (dal 2009) - SPA: 80 000+ - SWI: 20 000+                                 |
| 2011                                                         | L'amore è una cosa semplice El amor es una cosa simple - Pubblicato: 28 novembre 2011 - Etichetta: EMI - Formati: CD, 2 CD, LP, download digitale     | 1           | —           | 6           | —           | —           | 13          | 5           | - ITA: Platino (8) - SWI: Oro                                                                        | - ITA: 480 000+ - SWI: 10 000+                                                                                   |
| 2016                                                         | Il mestiere della vita El oficio de la vida - Pubblicato: 2 dicembre 2016 - Etichetta: Universal - Formati: CD, 2 CD, LP, CD+LP+MC, download digitale | 1           | —           | 52          | —           | —           | 34          | 4           | - ITA: Platino (6)                                                                                   | - ITA: 300 000+                                                                                                  |
| 2019                                                         | Accetto miracoli Acepto milagros - Pubblicato: 22 novembre 2019 - Etichetta: Virgin, Universal - Formati: CD, LP, download digitale                   | 1           | —           | 62          | —           | —           | 44          | 7           | - ITA: Platino (3)                                                                                   | - ITA: 150 000+                                                                                                  |
| 2022                                                         | Il mondo è nostro El mundo es nuestro - Pubblicato: 11 novembre 2022 - Etichetta: Universal - Formati: CD, LP, download digitale                      | 1           | —           | —           | —           | —           | —           | 12          | - ITA: Platino                                                                                       | - ITA: 50 000+                                                                                                   |
| "—" indica una pubblicazione non classificata in quel paese. | |             |             |             |             |             |             |             | | |

### Album di cover
| Anno | Titolo | Classifiche |
| Anno | Titolo | ITA         |
| ---- | --- | ----------- |
| 2020 | Accetto miracoli: l'esperienza degli altri - Pubblicato: 6 novembre 2020 - Etichetta: Virgin, Universal - Formati: 2 LP, 2 CD, download digitale, streaming | 1           |

### Raccolte
| Anno | Titolo | Classifiche | Classifiche | Classifiche | Certificazioni     | Unità           |
| Anno | Titolo | ITA         | SWI         | BEL (WAL)   | Certificazioni     | Unità           |
| ---- | --- | ----------- | ----------- | ----------- | ------------------ | --------------- |
| 2014 | TZN - The Best of Tiziano Ferro - Pubblicato: 25 novembre 2014 - Etichetta: Universal - Formati: CD, 2 CD, 4 CD, 4 CD+2 DVD+7", 4 CD+DVD, 4 LP, download digitale | 1           | 29          | 72          | - ITA: Platino (8) | - ITA: 400 000+ |

## Singoli

### Come artista principale

#### In lingua italiana
| Anno                                                         | Titolo                                                              | Classifiche | Classifiche | Classifiche | Classifiche | Classifiche | Classifiche | Classifiche | Classifiche | Certificazioni                                                         | Unità                                                                            | Album di provenienza                       |
| Anno                                                         | Titolo                                                              | ITA         | AUT         | BRA         | DEU         | FRA         | NLD         | SPA         | SWI         | Certificazioni                                                         | Unità                                                                            | Album di provenienza                       |
| ------------------------------------------------------------ | ------------------------------------------------------------------- | ----------- | ----------- | ----------- | ----------- | ----------- | ----------- | ----------- | ----------- | ---------------------------------------------------------------------- | -------------------------------------------------------------------------------- | ------------------------------------------ |
| 2001                                                         | Xdono                                                               | 1           | 2           | —           | 2           | 4           | 1           | 1           | 3           | - ITA: - Platino (2) (pre-FIMI) - Oro (dal 2009) - FRA: Oro - SWI: Oro | - ITA: - 100 000+ (pre-FIMI) - 50 000+ (dal 2009) - FRA: 250 000+ - SWI: 20 000+ | Rosso relativo                             |
| 2001                                                         | L'olimpiade                                                         | —           | —           | —           | —           | 49          | —           | —           | 49          |                                                                        |                                                                                  | Rosso relativo                             |
| 2002                                                         | Imbranato                                                           | —           | 44          | 3           | 52          | 16          | 31          | —           | 29          | - ITA: Oro (dal 2009)                                                  | - ITA: 25 000+ (dal 2009)                                                        | Rosso relativo                             |
| 2002                                                         | Rosso relativo                                                      | 11          | —           | —           | 49          | —           | —           | —           | 61          | - ITA: Oro (dal 2009)                                                  | - ITA: 35 000+ (dal 2009)                                                        | Rosso relativo                             |
| 2002                                                         | Le cose che non dici                                                | —           | —           | —           | —           | —           | —           | —           | —           |                                                                        |                                                                                  | Rosso relativo                             |
| 2003                                                         | Xverso/Un pour toi, un pour moi (Italian-French Version)            | 5           | —           | —           | 48          | 17          | —           | 5           | —           |                                                                        |                                                                                  | 111                                        |
| 2003                                                         | Sere nere                                                           | 1           | —           | —           | 77          | 32          | 99          | 8           | —           | - ITA: Platino (2) (dal 2009) - SPA: Platino                           | - ITA: 100 000+ (dal 2009) - SPA: 50 000+                                        | 111                                        |
| 2004                                                         | Non me lo so spiegare                                               | 1           | —           | —           | —           | —           | —           | —           | —           | - ITA: Oro (dal 2009)                                                  | - ITA: 50 000+ (dal 2009)                                                        | 111                                        |
| 2004                                                         | Ti voglio bene                                                      | —           | —           | —           | —           | —           | —           | —           | —           |                                                                        |                                                                                  | 111                                        |
| 2006                                                         | Stop! Dimentica                                                     | 1           | 1           | 26          | 50          | —           | —           | 10          | 3           | - ITA: Platino - SWI: Oro                                              | - ITA: 20 000+ - SWI: 15 000+                                                    | Nessuno è solo                             |
| 2006                                                         | Ed ero contentissimo                                                | 2           | —           | —           | —           | —           | —           | —           | 72          | - ITA: Oro (dal 2009)                                                  | - ITA: 25 000+ (dal 2009)                                                        | Nessuno è solo                             |
| 2007                                                         | Ti scatterò una foto                                                | 2           | —           | —           | —           | —           | —           | —           | 98          | - ITA: - Platino (6) (pre-FIMI) - Platino (2) (dal 2009)               | - ITA: - 120 000+ (pre-FIMI) - 100 000+ (dal 2009)                               | Nessuno è solo                             |
| 2007                                                         | E Raffaella è mia                                                   | 3           | —           | —           | —           | —           | —           | —           | —           | - ITA: Oro                                                             | - ITA: 25 000+                                                                   | Nessuno è solo                             |
| 2007                                                         | E fuori è buio                                                      | 10          | —           | —           | —           | —           | —           | —           | —           | - ITA: - Oro (pre-FIMI) - Oro (dal 2009)                               | - ITA: - 15 000+ (pre-FIMI) - 25 000+ (dal 2009)                                 | Nessuno è solo                             |
| 2008                                                         | Alla mia età/À mon âge (Italian-French Version)                     | 1           | —           | —           | —           | —           | —           | —           | 33          | - ITA: - Platino (pre-FIMI) - Platino (dal 2009)                       | - ITA: - 30 000+ (pre-FIMI) - 100 000+ (dal 2009)                                | Alla mia età                               |
| 2009                                                         | Il regalo più grande                                                | 2           | —           | —           | —           | —           | —           | —           | —           | - ITA: Platino (2) - SPA: Platino                                      | - ITA: 100 000+ - SPA: 40 000+                                                   | Alla mia età                               |
| 2009                                                         | Indietro/Breathe Gentle (con Kelly Rowland)                         | 2           | —           | —           | —           | —           | 9           | —           | —           | - ITA: Platino                                                         | - ITA: 50 000+                                                                   | Alla mia età                               |
| 2009                                                         | Il sole esiste per tutti                                            | 14          | —           | —           | —           | —           | —           | —           | —           |                                                                        |                                                                                  | Alla mia età                               |
| 2009                                                         | Scivoli di nuovo                                                    | 16          | —           | —           | —           | —           | —           | —           | —           |                                                                        |                                                                                  | Alla mia età                               |
| 2011                                                         | La differenza tra me e te                                           | 2           | —           | —           | —           | —           | —           | —           | 51          | - ITA: Platino (3)                                                     | - ITA: 90 000+                                                                   | L'amore è una cosa semplice                |
| 2012                                                         | L'ultima notte al mondo                                             | 5           | —           | —           | —           | —           | —           | —           | —           | - ITA: Platino (2)                                                     | - ITA: 100 000+                                                                  | L'amore è una cosa semplice                |
| 2012                                                         | Hai delle isole negli occhi                                         | 21          | —           | —           | —           | —           | —           | —           | —           | - ITA: Platino                                                         | - ITA: 50 000+                                                                   | L'amore è una cosa semplice                |
| 2012                                                         | Liebe ist einfach/L'amore è una cosa semplice (con Cassandra Steen) | —           | —           | —           | —           | —           | —           | —           | —           |                                                                        |                                                                                  | L'amore è una cosa semplice                |
| 2012                                                         | Per dirti ciao!                                                     | 20          | —           | —           | —           | —           | —           | —           | —           | - ITA: Platino                                                         | - ITA: 50 000+                                                                   | L'amore è una cosa semplice                |
| 2012                                                         | Troppo buono                                                        | 10          | —           | —           | —           | —           | —           | —           | —           | - ITA: Platino                                                         | - ITA: 30 000+                                                                   | L'amore è una cosa semplice                |
| 2012                                                         | L'amore è una cosa semplice                                         | 9           | —           | —           | —           | —           | —           | —           | —           | - ITA: Platino                                                         | - ITA: 30 000+                                                                   | L'amore è una cosa semplice                |
| 2013                                                         | La fine                                                             | —           | —           | —           | —           | —           | —           | —           | —           | - ITA: Platino                                                         | - ITA: 50 000+                                                                   | L'amore è una cosa semplice                |
| 2014                                                         | Senza scappare mai più                                              | 2           | —           | —           | —           | —           | —           | —           | 57          | - ITA: Platino                                                         | - ITA: 30 000+                                                                   | TZN - The Best of Tiziano Ferro            |
| 2015                                                         | Incanto                                                             | 4           | —           | —           | —           | —           | —           | —           | —           | - ITA: Platino (2)                                                     | - ITA: 100 000+                                                                  | TZN - The Best of Tiziano Ferro            |
| 2015                                                         | Lo stadio                                                           | 23          | —           | —           | —           | —           | —           | —           | —           | - ITA: Platino (2)                                                     | - ITA: 100 000+                                                                  | TZN - The Best of Tiziano Ferro            |
| 2015                                                         | Il vento                                                            | 76          | —           | —           | —           | —           | —           | —           | —           |                                                                        |                                                                                  | TZN - The Best of Tiziano Ferro            |
| 2016                                                         | Potremmo ritornare                                                  | 1           | —           | —           | —           | —           | —           | —           | 72          | - ITA: Platino (3)                                                     | - ITA: 150 000+                                                                  | Il mestiere della vita                     |
| 2017                                                         | Il conforto (con Carmen Consoli)                                    | 4           | —           | —           | —           | —           | —           | —           | —           | - ITA: Platino (3)                                                     | - ITA: 150 000+                                                                  | Il mestiere della vita                     |
| 2017                                                         | Mi sono innamorato di te                                            | 51          | —           | —           | —           | —           | —           | —           | —           |                                                                        |                                                                                  | /                                          |
| 2017                                                         | Lento/Veloce                                                        | 17          | —           | —           | —           | —           | —           | —           | —           | - ITA: Platino (2)                                                     | - ITA: 100 000+                                                                  | Il mestiere della vita                     |
| 2017                                                         | Valore assoluto                                                     | 57          | —           | —           | —           | —           | —           | —           | —           | - ITA: Platino                                                         | - ITA: 50 000+                                                                   | Il mestiere della vita                     |
| 2017                                                         | Il mestiere della vita                                              | 27          | —           | —           | —           | —           | —           | —           | —           | - ITA: Platino                                                         | - ITA: 50 000+                                                                   | Il mestiere della vita                     |
| 2018                                                         | "Solo" è solo una parola                                            | 64          | —           | —           | —           | —           | —           | —           | —           |                                                                        |                                                                                  | Il mestiere della vita                     |
| 2019                                                         | Buona (cattiva) sorte                                               | 14          | —           | —           | —           | —           | —           | —           | —           | - ITA: Oro                                                             | - ITA: 25 000+                                                                   | Accetto miracoli                           |
| 2019                                                         | Accetto miracoli                                                    | 5           | —           | —           | —           | —           | —           | —           | —           | - ITA: Platino                                                         | - ITA: 50 000+                                                                   | Accetto miracoli                           |
| 2019                                                         | In mezzo a questo inverno                                           | 40          | —           | —           | —           | —           | —           | —           | —           | - ITA: Oro                                                             | - ITA: 35 000+                                                                   | Accetto miracoli                           |
| 2020                                                         | Amici per errore                                                    | —           | —           | —           | —           | —           | —           | —           | —           | - ITA: Oro                                                             | - ITA: 35 000+                                                                   | Accetto miracoli                           |
| 2020                                                         | Balla per me (con Jovanotti)                                        | 48          | —           | —           | —           | —           | —           | —           | —           | - ITA: Platino                                                         | - ITA: 70 000+                                                                   | Accetto miracoli                           |
| 2020                                                         | Perdere l'amore (feat. Massimo Ranieri)                             | —           | —           | —           | —           | —           | —           | —           | —           |                                                                        |                                                                                  | Accetto miracoli: l'esperienza degli altri |
| 2020                                                         | Rimmel                                                              | 61          | —           | —           | —           | —           | —           | —           | —           | - ITA: Oro                                                             | - ITA: 35 000+                                                                   | Accetto miracoli: l'esperienza degli altri |
| 2020                                                         | E ti vengo a cercare                                                | —           | —           | —           | —           | —           | —           | —           | —           |                                                                        |                                                                                  | Accetto miracoli: l'esperienza degli altri |
| 2020                                                         | Casa a Natale                                                       | —           | —           | —           | —           | —           | —           | —           | —           |                                                                        |                                                                                  | Accetto miracoli                           |
| 2022                                                         | La vita splendida                                                   | 46          | —           | —           | —           | —           | —           | —           | —           | - ITA: Oro                                                             | - ITA: 50 000+                                                                   | Il mondo è nostro                          |
| 2022                                                         | La prima festa del papà                                             | —           | —           | —           | —           | —           | —           | —           | —           |                                                                        |                                                                                  | Il mondo è nostro                          |
| 2023                                                         | Addio mio amore                                                     | 98          | —           | —           | —           | —           | —           | —           | —           |                                                                        |                                                                                  | Il mondo è nostro                          |
| 2023                                                         | Destinazione mare                                                   | 69          | —           | —           | —           | —           | —           | —           | —           | - ITA: Oro                                                             | - ITA: 50 000+                                                                   | Il mondo è nostro                          |
| 2023                                                         | Abbiamo vinto già (con J-Ax)                                        | 79          | —           | —           | —           | —           | —           | —           | —           |                                                                        |                                                                                  | Il mondo è nostro                          |
| 2024                                                         | Feeling (con Elodie)                                                | 9           | —           | —           | —           | —           | —           | —           | —           |                                                                        |                                                                                  | Mi ami mi odi                              |
| "—" indica una pubblicazione non classificata in quel paese. |                                                                     |             |             |             |             |             |             |             |             |                                                                        |                                                                                  |                                            |

#### In lingua spagnola
| Anno                                                         | Titolo                                                                                        | Classifiche | Album di provenienza                              |
| Anno                                                         | Titolo                                                                                        | SPA         | Album di provenienza                              |
| ------------------------------------------------------------ | --------------------------------------------------------------------------------------------- | ----------- | ------------------------------------------------- |
| 2001                                                         | Perdona                                                                                       | —           | Rojo relativo                                     |
| 2002                                                         | Rojo relativo                                                                                 | —           | Rojo relativo                                     |
| 2003                                                         | Perverso                                                                                      | —           | 111 ciento once                                   |
| 2003                                                         | Tardes negras                                                                                 | —           | 111 ciento once                                   |
| 2004                                                         | No me lo puedo explicar                                                                       | —           | 111 ciento once                                   |
| 2004                                                         | Desde mañana no lo sé (ti voglio bene)                                                        | —           | 111 ciento once                                   |
| 2005                                                         | En el baño al aeropuerto                                                                      | —           | 111 ciento once                                   |
| 2006                                                         | Stop! Olvídate                                                                                | —           | Nadie está solo                                   |
| 2006                                                         | Mi credo (con Pepe Aguilar)                                                                   | —           | Nadie está solo (America Latina)                  |
| 2007                                                         | Y Raffaella es mía                                                                            | —           | Nadie está solo                                   |
| 2008                                                         | A mi edad                                                                                     | —           | A mi edad                                         |
| 2009                                                         | El regalo más grande (con Anahí & Dulce María in America Latina, con Amaia Montero in Spagna) | 11          | A mi edad                                         |
| 2011                                                         | La diferencia entre tú y yo                                                                   | —           | El amor es una cosa simple                        |
| 2012                                                         | La última noche del mundo                                                                     | —           | El amor es una cosa simple                        |
| 2012                                                         | El amor es una cosa simple (con Malú)                                                         | 16          | El amor es una cosa simple                        |
| 2014                                                         | No escaparé nunca más                                                                         | —           | TZN - The Best of Tiziano Ferro (Spanish Edition) |
| 2015                                                         | Encanto (con Pablo López)                                                                     | —           | TZN - The Best of Tiziano Ferro (Spanish Edition) |
| 2017                                                         | Podríamos regresar                                                                            | —           | El oficio de la vida                              |
| 2019                                                         | Buena (mala) suerte                                                                           | —           | Acepto milagros                                   |
| 2019                                                         | Acepto milagros (con Ana Guerra)                                                              | —           | Acepto milagros                                   |
| 2023                                                         | Adiós mi amor                                                                                 | —           | El mundo es nuestro                               |
| 2023                                                         | Camino hacia los mares (con Sharonne)                                                         | —           | El mundo es nuestro                               |
| "—" indica una pubblicazione non classificata in quel paese. |                                                                                               |             |                                                   |

### Come artista ospite
| Anno                                                         | Titolo                                                                      | Classifiche | Classifiche | Classifiche | Classifiche | Classifiche | Classifiche | Classifiche | Certificazioni            | Unità                     | Album di provenienza             |
| Anno                                                         | Titolo                                                                      | ITA         | SWI         | SPA         | AUT         | FRA         | NLD         | BRA         | Certificazioni            | Unità                     | Album di provenienza             |
| ------------------------------------------------------------ | --------------------------------------------------------------------------- | ----------- | ----------- | ----------- | ----------- | ----------- | ----------- | ----------- | ------------------------- | ------------------------- | -------------------------------- |
| 1998                                                         | Sulla mia pelle (con gli ATPC)                                              | —           | —           | —           | —           | —           | —           | —           |                           |                           | Anima e corpo                    |
| 2003                                                         | Latido urbano (con Tony Aguilar y Amigos)                                   | —           | —           | —           | —           | —           | —           | —           |                           |                           | Tony Aguilar y Amigos            |
| 2004                                                         | Universal Prayer (con Jamelia)                                              | 1           | 52          | 1           | 46          | 31          | 69          | —           |                           |                           | Thank You                        |
| 2005                                                         | Sere nere-Tarde negra (con Liah)                                            | —           | —           | —           | —           | —           | —           | 9           |                           |                           | Perdas e ganhos 111 (Brasile)    |
| 2006                                                         | Non me lo so spiegare/No me lo puedo explicar (con Laura Pausini)           | —           | —           | —           | —           | —           | —           | —           | - ITA: Platino (dal 2009) | - ITA: 30 000+ (dal 2009) | Io canto Yo canto                |
| 2007                                                         | Cuestión de feeling (con Mina)                                              | —           | —           | —           | —           | —           | —           | —           |                           |                           | Todavía                          |
| 2009                                                         | Il re di chi ama troppo (con Fiorella Mannoia)                              | —           | —           | —           | —           | —           | —           | —           |                           |                           | Il movimento del dare            |
| 2009                                                         | Domani 21/04.2009 (con Artisti Uniti per l'Abruzzo)                         | 1           | —           | —           | —           | —           | —           | —           | - ITA: Diamante           | - ITA: 500 000+           | /                                |
| 2010                                                         | Each Tear (con Mary J. Blige)                                               | 1           | —           | —           | —           | —           | —           | —           |                           |                           | Stronger with Each Tear          |
| 2012                                                         | A muso duro (con Italia Loves Emilia)                                       | —           | —           | —           | —           | —           | —           | —           |                           |                           | Italia Loves Emilia. Il concerto |
| 2013                                                         | Killer (con Baby K)                                                         | 10          | —           | —           | —           | —           | —           | —           | - ITA: Platino            | - ITA: 30 000+            | Una seria                        |
| 2013                                                         | Sei sola (con Baby K)                                                       | 94          | —           | —           | —           | —           | —           | —           |                           |                           | Una seria                        |
| 2013                                                         | Persone silenziose (con Luca Carboni)                                       | —           | —           | —           | —           | —           | —           | —           |                           |                           | Fisico & politico                |
| 2015                                                         | Senza un posto nel mondo (con Marracash)                                    | —           | —           | —           | —           | —           | —           | —           |                           |                           | Status                           |
| 2017                                                         | No Vacancy (con gli OneRepublic)                                            | —           | —           | —           | —           | —           | —           | —           |                           |                           | /                                |
| 2017                                                         | Stavo pensando a te (con Fabri Fibra)                                       | —           | —           | —           | —           | —           | —           | —           |                           |                           | /                                |
| 2019                                                         | Per me è importante (con i Tiromancino)                                     | —           | —           | —           | —           | —           | —           | —           |                           |                           | Fino a qui                       |
| 2021                                                         | Solo lei ha quel che voglio 2021 (con i Sottotono, Gué Pequeno e Marracash) | 51          | —           | —           | —           | —           | —           | —           |                           |                           | Originali                        |
| 2023                                                         | Rotonda (con Thasup)                                                        | 4           | —           | —           | —           | —           | —           | —           | - ITA: Platino            | - ITA: 100 000+           | Carattere speciale               |
| 2023                                                         | Vamos a bailar (con Paola & Chiara e Gabry Ponte)                           | —           | —           | —           | —           | —           | —           | —           |                           |                           | Per sempre                       |
| "—" indica una pubblicazione non classificata in quel paese. |                                                                             |             |             |             |             |             |             |             |                           |                           |                                  |

## Altre collaborazioni
| Anno | Titolo                                                                                                   | Con                                  | Album di provenienza                                                   |
| ---- | --- | ------------------------------------ | ---------------------------------------------------------------------- |
| 2001 | Soul-dier                                                                                                | Big Soul Mama Gospel Choir           | Rosso relativo                                                         |
| 2001 | Hey Deejay dimmi che lo 6 (jingle natalizio, Radio Deejay)                                               | J-Ax, Valeria Rossi                  | /                                                                      |
| 2006 | Pensieri al tramonto                                                                                     | Luca Carboni                         | ...le band si sciolgono                                                |
| 2006 | Baciano le donne                                                                                         | Biagio Antonacci                     | Nessuno è solo                                                         |
| 2007 | Time Out (corista)                                                                                       | Max Pezzali                          | Time Out                                                               |
| 2007 | Arrivederci Roma                                                                                         | Dean Martin (duetto virtuale)        | Forever Cool                                                           |
| 2008 | Sogni risplendono                                                                                        | Linea 77                             | Horror vacui                                                           |
| 2008 | Il tempo stesso                                                                                          | Franco Battiato                      | Alla mia età                                                           |
| 2008 | L'amore e basta!                                                                                         | Giusy Ferreri                        | Gaetana                                                                |
| 2009 | ¡El amor y basta!                                                                                        | Giusy Ferreri                        | Gaetana (Spanish Version)                                              |
| 2011 | Karma | John Legend                          | L'amore è una cosa semplice                                            |
| 2011 | Massena Xmas Party (jingle natalizio, Radio Deejay)                                                      | Mario Biondi, Laura Pausini, Giorgia | Natale a casa Deejay                                                   |
| 2011 | Buon Natale Radio Kiss Kiss (jingle natalizio, Radio Kiss Kiss)                                          | AA.VV.                               | Download digitale                                                      |
| 2012 | Amiga | Miguel Bosé                          | Papitwo                                                                |
| 2012 | Per te (For You)                                                                                         | Fabrizio Bosso                       | L'amore è una cosa swing                                               |
| 2013 | Il tuo boy è preso male                                                                                  | Baby K                               | Una seria                                                              |
| 2013 | E scopro cos'è la felicità                                                                               | Elisa                                | L'anima vola                                                           |
| 2014 | La paura non esiste                                                                                      | Fiorella Mannoia                     | Fiorella                                                               |
| 2014 | (Tanto)³ (Mucho Version)                                                                                 | Jovanotti                            | TZN - The Best of Tiziano Ferro (Deluxe Edition e Special Fan Edition) |
| 2015 | Giunto alla linea (indietro)                                                                             | Briga                                | Never Again                                                            |
| 2016 | My Steelo                                                                                                | Tormento                             | Il mestiere della vita                                                 |
| 2017 | Casi | Silvina Magari                       | El oficio de la vida                                                   |
| 2017 | El oficio de la vida                                                                                     | Vanesa Martín                        | El oficio de la vida                                                   |
| 2017 | Lento/Veloce (Gianluca Carbone vs Max Moroldo Remix)/Lento/Veloz (Gianluca Carbone Vs Max Moroldo Remix) | Shok                                 | Lento/Veloce (Remixes)                                                 |
| 2017 | Valore assoluto                                                                                          | Levante                              | Il mestiere della vita Urban vs Acoustic                               |
| 2017 | Ya | Vanesa Martín                        | Munay Vivo                                                             |
| 2018 | Il conforto                                                                                              | Giorgia                              | Pop Heart                                                              |
| 2020 | Piove | Box of Beats                         | Accetto miracoli: l'esperienza degli altri                             |
| 2022 | L'angelo degli altri e di se stesso                                                                      | Caparezza                            | Il mondo è nostro                                                      |
| 2022 | Ambra/Tiziano                                                                                            | Ambra Angiolini                      | Il mondo è nostro                                                      |
| 2022 | I miti                                                                                                   | Roberto Vecchioni                    | Il mondo è nostro                                                      |
| 2022 | For Her Love - Sempre amata                                                                              | Sting                                | Il mondo è nostro                                                      |
| 2024 | Solo se sbagli                                                                                           | Negramaro                            | Free Love                                                              |

## Autore per altri artisti
| Anno      | Titolo                            | Autori (testo / musica)                                                               | Interprete                       | Album                             |
| --------- | --------------------------------- | ------------------------------------------------------------------------------------- | -------------------------------- | --------------------------------- |
| 2003      | Entro il 23                       | Tiziano Ferro / Tiziano Ferro, Roberto Casalino                                       | Mp2                              | Illogico                          |
| 2003      | Dove il mondo racconta segreti    | Tiziano Ferro / Michele Zarrillo                                                      | Michele Zarrillo                 | Liberosentire                     |
| 2003      | A chi mi dice                     | Tiziano Ferro / Lars Halvor Jensen, Martin Michael Larsson, Lee Ryan                  | Blue                             | Guilty                            |
| 2004      | Dime tú                           | Milagrosa Ortiz Martín / Tiziano Ferro                                                | Myriam Montemayor                | Myriam                            |
| 2005      | E va be'                          | Tiziano Ferro, Roberto Casalino                                                       | Syria                            | Non è peccato                     |
| 2008      | Non ti scordar mai di me          | Roberto Casalino / Tiziano Ferro, Roberto Casalino                                    | Giusy Ferreri                    | Non ti scordar mai di me          |
| 2008/2009 | Aria di vita/Aire de vida         | Tiziano Ferro                                                                         | Giusy Ferreri                    | Gaetana/Gaetana (Spanish Version) |
| 2008/2009 | El party                          | Tiziano Ferro / Roberto Zappalorto, Giusy Ferreri                                     | Giusy Ferreri                    | Gaetana/Gaetana (Spanish Version) |
| 2008/2009 | Il sapore di un altro no          | Sergio Cammariere, Tiziano Ferro, Roberto Kunstler / Sergio Cammariere, Tiziano Ferro | Giusy Ferreri                    | Gaetana/Gaetana (Spanish Version) |
| 2008/2009 | Llueve                            | Tiziano Ferro / Giusy Ferreri                                                         | Giusy Ferreri                    | Gaetana/Gaetana (Spanish Version) |
| 2008/2009 | Noviembre                         | Tiziano Ferro / Roberto Casalino                                                      | Giusy Ferreri                    | Gaetana/Gaetana (Spanish Version) |
| 2008/2009 | Passione positiva/Pasión positiva | Tiziano Ferro / Tiziano Ferro, Roberto Casalino                                       | Giusy Ferreri                    | Gaetana/Gaetana (Spanish Version) |
| 2008/2009 | Stai fermo lì/Parado ahí          | Tiziano Ferro / Tiziano Ferro, Roberto Casalino                                       | Giusy Ferreri                    | Gaetana/Gaetana (Spanish Version) |
| 2009      | Amaro amarti                      | Tiziano Ferro                                                                         | Iva Zanicchi                     | Colori d'amore                    |
| 2009      | Come pensi possa amarti           | Tiziano Ferro / Manuel Ramírez                                                        | Giusy Ferreri                    | Fotografie                        |
| 2009      | La magia è la mia amante          | Tiziano Ferro / Nick Drake                                                            | Giusy Ferreri                    | Fotografie                        |
| 2009      | Miss Dinamite                     | Tiziano Ferro / Ms. Dynamite, Salaam Remi, Edmond Lawrence Hibbert, Coxsone Dodd      | Giusy Ferreri                    | Fotografie                        |
| 2009      | Piccolo villaggio                 | Tiziano Ferro / Arnaldo Antunes, Carlinhos Brown, Marisa Monte, Pedro Baby            | Giusy Ferreri                    | Fotografie                        |
| 2010      | Guarda l'alba                     | Carmen Consoli / Tiziano Ferro                                                        | Carmen Consoli                   | Per niente stanca                 |
| 2012      | Per te (For You)                  | Tiziano Ferro / Chris Botti, David Foster                                             | Chris Botti feat. Andrea Bocelli | Impressions                       |
| 2012      | Cambio casa                       | Tiziano Ferro / Tiziano Ferro, Michele Canova Iorfida                                 | Alice                            | Samsara                           |
| 2012      | Nata ieri                         | Tiziano Ferro                                                                         | Alice                            | Samsara                           |
| 2013      | Nostrastoria                      | Tiziano Ferro / Gianna Nannini                                                        | Gianna Nannini                   | Inno                              |
| 2013      | La verità                         | Tiziano Ferro, Claudia Nahum / Tiziano Ferro, Michele Canova Iorfida, Claudia Nahum   | Baby K                           | Una seria                         |
| 2013      | Amore puro                        | Tiziano Ferro                                                                         | Alessandra Amoroso               | Amore puro                        |
| 2013      | Bellezza, incanto e nostalgia     | Tiziano Ferro                                                                         | Alessandra Amoroso               | Amore puro                        |
| 2013      | Da casa mia                       | Tiziano Ferro, Alessandra Amoroso / Patrick Owen Dalton, Niclas Kings                 | Alessandra Amoroso               | Amore puro                        |
| 2013      | Difendimi per sempre              | Tiziano Ferro / Tiziano Ferro, Davide Tagliapietra                                    | Alessandra Amoroso               | Amore puro                        |
| 2013      | Fuoco d'artificio                 | Tiziano Ferro / Emeli Sandé, Christopher Crowhurst                                    | Alessandra Amoroso               | Amore puro                        |
| 2013      | L'hai dedicato a me               | Tiziano Ferro                                                                         | Alessandra Amoroso               | Amore puro                        |
| 2013      | La vita che vorrei                | Tiziano Ferro / Natalia Hajjara, Jos Hartvig Jorgensen, Gerard David O'Connell        | Alessandra Amoroso               | Amore puro                        |
| 2013      | Starò meglio                      | Tiziano Ferro / Wayne Anthony Hector, Edwina Johnson, Steve Robson                    | Alessandra Amoroso               | Amore puro                        |
| 2013      | La vita e la felicità             | Tiziano Ferro, Sergio Vallarino / Sergio Vallarino                                    | Michele Bravi                    | La vita e la felicità             |
| 2014      | Non aver paura mai                | Tiziano Ferro, Emanuele Dabbono                                                       | Michele Bravi                    | A passi piccoli                   |
| 2015      | Amica mia                         | Tiziano Ferro / Gianna Nannini                                                        | Gianna Nannini                   | Hitstory                          |
| 2016      | La vita in un anno                | Tiziano Ferro / Michael Tenisci                                                       | Alessandra Amoroso               | Vivere a colori                   |
| 2016      | Per difenderti da me              | Tiziano Ferro                                                                         | Patty Pravo                      | Eccomi                            |
| 2018      | Amo soltanto te                   | Tiziano Ferro, Andrea Bocelli, Ed Sheeran / Ed Sheeran                                | Andrea Bocelli feat. Ed Sheeran  | Sì                                |
| 2022      | Lonely People (Un uomo solo)      | Tiziano Ferro / John Anthony Adams, Jeffrey B. Franzel, Shelly Poole                  | Imen Siar                        | /                                 |
| 2023      | Dammi il tesoro                   | Tiziano Ferro / Alex Saad, Condola Rashād                                             | Dola                             | /                                 |
| 2025      | Tra le mani un cuore              | Tiziano Ferro, Nek, Giulia Anania, Marta Venturini                                    | Massimo Ranieri                  | Tra le mani... le mie canzoni     |

## Videografia

### Album video
| Anno | Titolo                                                                                       |
| ---- | -------------------------------------------------------------------------------------------- |
| 2009 | Alla mia età Live in Rome - Pubblicato: 20 novembre 2009 - Etichetta: EMI - Formati: DVD, BD |

### Video musicali
| Anno | Titolo | Regista/i                           |
| ---- | --- | ----------------------------------- |
| 2001 | Xdono/Perdona                                                                                                 | Matteo Pellegrini                   |
| 2001 | L'olimpiade/La olimpiada                                                                                      | Matteo Pellegrini                   |
| 2002 | Imbranato/Alucinado                                                                                           | Matteo Pellegrini                   |
| 2002 | Rosso relativo/Rojo relativo                                                                                  | Paolo Monico                        |
| 2002 | Le cose che non dici/Las cosas que no dices                                                                   | Cosimo Alemà                        |
| 2003 | Xverso/Perverso (Spanish Version)/Un pour toi, un pour moi (Italian-French Version)                           | Paolo Monico                        |
| 2003 | Sere nere/Tardes negras                                                                                       | Paolo Monico                        |
| 2004 | Non me lo so spiegare/No me lo puedo explicar                                                                 | Paolo Monico                        |
| 2004 | Ti voglio bene/Desde mañana no lo sé                                                                          | Maki Gherzi                         |
| 2004 | Universal Prayer (con Jamelia)                                                                                | Robert Bröllochs                    |
| 2006 | Stop! Dimentica/Stop! Olvídate                                                                                | Antti Jokinen                       |
| 2006 | Ed ero contentissimo/Y estaba contentísimo                                                                    | Paolo Monico                        |
| 2006 | Mi credo (con Pepe Aguilar)                                                                                   |                                     |
| 2007 | Ti scatterò una foto/Te tomaré una foto                                                                       | Luis Prieto                         |
| 2007 | Non me lo so spiegare/No me lo puedo explicar (con Laura Pausini)                                             | Gaetano Morbioli                    |
| 2007 | E Raffaella è mia/Y Raffaella es mía                                                                          | Gaetano Morbioli                    |
| 2007 | E fuori è buio/Y está oscuro                                                                                  | Cosimo Alemà                        |
| 2008 | Sogni risplendono (con i Linea 77)                                                                            | Francesco Fei                       |
| 2008 | Alla mia età/A mi edad                                                                                        | Gaetano Morbioli                    |
| 2009 | Il regalo più grande/El regalo más grande (con Anahí & Dulce María)/ El regalo más grande (con Amaia Montero) | Gaetano Morbioli                    |
| 2009 | Indietro/Breathe Gentle (con Kelly Rowland)                                                                   | Gaetano Morbioli                    |
| 2009 | Il sole esiste per tutti                                                                                      | Cristian Biondani                   |
| 2009 | Scivoli di nuovo                                                                                              | Marco Gentile                       |
| 2010 | Each Tear (con Mary J. Blige)                                                                                 | Marcus Raboy                        |
| 2011 | La differenza tra te e me/La diferencia entre tú y yo                                                         | Gaetano Morbioli                    |
| 2012 | L'ultima notte al mondo/La última noche del mundo                                                             | Gaetano Morbioli                    |
| 2012 | Hai delle isole negli occhi                                                                                   | Fabio Jansen                        |
| 2012 | El amor es una cosa simple (con Malú)                                                                         | Fabio Jansen                        |
| 2012 | Per dirti ciao!                                                                                               | Roberto Saku Cinardi                |
| 2012 | Troppo buono                                                                                                  | Gaetano Morbioli                    |
| 2012 | L'amore è una cosa semplice                                                                                   | Fabio Jansen                        |
| 2013 | Killer (con Baby K)                                                                                           | Gaetano Morbioli                    |
| 2013 | La fine | Gaetano Morbioli                    |
| 2013 | Sei sola (con Baby K)                                                                                         | Gaetano Morbioli                    |
| 2013 | Persone silenziose (con Luca Carboni)                                                                         | Fabio Jansen                        |
| 2014 | Senza scappare mai più/No escaparé nunca más                                                                  | Gaetano Morbioli                    |
| 2015 | Incanto/Encanto (con Pablo López)                                                                             | Gaetano Morbioli                    |
| 2015 | Lo stadio | Gaetano Morbioli                    |
| 2015 | Il vento | Gaetano Morbioli                    |
| 2016 | Potremmo ritornare/Podríamos regresar                                                                         | Gaetano Morbioli                    |
| 2017 | Il conforto (con Carmen Consoli)/Il conforto (LA-CT Version) (con Carmen Consoli)                             | Gaetano Morbioli                    |
| 2017 | Lento/Veloce                                                                                                  | Gaetano Morbioli                    |
| 2017 | Valore assoluto                                                                                               | Federico Merlo                      |
| 2017 | Il mestiere della vita                                                                                        | Gaetano Morbioli                    |
| 2018 | "Solo" è solo una parola                                                                                      | Gaetano Morbioli                    |
| 2019 | Per me è importante (con i Tiromancino)                                                                       | Marco Pavone                        |
| 2019 | Buona (cattiva) sorte/Buena (mala) suerte                                                                     | Gaetano Morbioli                    |
| 2019 | Accetto miracoli                                                                                              | Gaetano Morbioli                    |
| 2019 | Acepto milagros (con Ana Guerra)                                                                              | Tommaso Cardile e Sebastiano Tomada |
| 2019 | In mezzo a questo inverno                                                                                     | Tommaso Cardile e Sebastiano Tomada |
| 2020 | Amici per errore                                                                                              | Gianluca Grandinetti                |
| 2020 | Balla per me (con Jovanotti)                                                                                  | Marco Gentile e Giorgio Testi       |
| 2020 | Rimmel (Studio Performance)                                                                                   | Giorgio Testi                       |
| 2020 | E ti vengo a cercare                                                                                          | Tommaso Cardile e Sebastiano Tomada |
| 2020 | Casa a Natale                                                                                                 | Drew Stewart                        |
| 2021 | Solo lei ha quel che voglio 2021 (con i Sottotono, Gué Pequeno e Marracash)                                   | Trilathera                          |
| 2022 | La vita splendida                                                                                             | Guido Gallo Fabris                  |
| 2022 | La prima festa del papà                                                                                       | Dario Garegnani                     |
| 2023 | Rotonda (con Thasup)                                                                                          | Erika De Nicola                     |
| 2023 | Addio mio amore/Adiós mi amor                                                                                 | Walid Azami                         |
| 2023 | Destinazione mare                                                                                             | Walid Azami                         |
| 2023 | Abbiamo vinto già (con J-Ax)                                                                                  | Sebastiano Tomada                   |
| 2024 | Feeling (con Elodie)                                                                                          | Morelli Brothers                    |